# Порфирий Петрович
Порфирий Петрович — персонаж из романа Ф. М. Достоевского «Преступление и наказание». Он выполняет работу следователя, которому поручают раскрыть убийство старухи-процентщицы. Единственный персонаж романа, у которого нет фамилии. Исследователи утверждают, что имя отчество героя заимствовано у героя Салтыкова-Щедрина из произведения «Губернские очерки» — Порфирия Петровича.

## Образ героя
Порфирий Петрович представлен в романе как опытный и дельный следователь, с прекрасной интуицией и знанием человеческой психологии. Возраста 35-летнего, но при этом называющий сам себя стариком. Внешне описан он как человек роста чуть ниже среднего, пухлый, как мячик, с лицом добродушным круглым, водянистыми глазами, обрамлёнными белыми ресницами. Сам себя в романе он сравнивает с клоуном: «…у меня и фигура уж так самим богом устроена, что только комические мысли в других возбуждает; буффон-с…»
Речь Порфирия Петровича, состоящая из изобилия словоерсов и уменьшительных суффиксов, будто гипнотизирует других персонажей, обволакивает и выматывает своей многословностью.

— Ведь вот-с… право, не знаю, как бы удачнее выразиться… идейка-то уж слишком игривенькая… психологическая-с… Ведь вот-с, когда вы вашу статейку-то сочиняли, — ведь уж быть того не может, хе-хе! чтобы вы сами себя не считали, ну хоть на капельку, — тоже человеком „необыкновенным“ и говорящим новое слово, — в вашем то есть смысле-с… Ведь так-с? <…> А коль так-с, то неужели вы бы сами решились — ну там ввиду житейских каких-нибудь неудач и стеснений или для споспешествования как-нибудь всему человечеству — перешагнуть через препятствие-то?.. Ну, например, убить и ограбить?..»
Его ум и проницательность признают окружающие. Автор открывает читателю эту интуитивную проницательность: «Зная болезненность его характера и с первого взгляда верно схватив и проникнув его, Порфирий действовал…» В связи со своей деятельностью человек он недоверчивый и циничный, он может притворяться и дурить людей, иногда просто так, в чём сам и признаётся, но чаще чтоб вывести их на чистую воду: «Недоверчив, скептик, циник… надувать любит, то есть не надувать, а дурачить… Ну и материальный старый метод…»
Обладая честностью и добрым сердцем, Порфирий Петрович называет сам себя при этом человеком законченным и слабым, но качества эти относятся не к его характеру, а скорее к образу жизни: «…этак несветский и неизвестный, и к тому же законченный человек, закоченелый человек-с…» А вот характер он сам описывает так: «…согласен-с, у меня характер язвительный, скверный…» Но при всём этом поступки его говорят и о присущей гуманности, и о вере в лучшие людские качества — ведь добивается же он смягчения приговора для Раскольникова.

## Роль героя в романе
На первый взгляд кажется, что роль Порфирия Петровича заключается в построении определённых отношений с главным героем, которые представляют собой
«авантюрно-детективную» сюжетную линию романа, и пронизаны остро-психологическими диалогами, которые сохраняют напряжение до конца прочтения. Но роль данного героя глубже и вызывает споры: одни видят его спасителем, другие — злодеем.
Обращают на себя внимание его противоречивое поведение и суждения: он и провоцирует главного героя, и в то же время становится гласом автора. В. Г. Маранцман видит в этом герое «притворщика, который скрывает свои истинные намерения, заставляя Раскольникова искренне говорить о своих убеждениях». Основную роль данный исследователь-методист видит в спасении души Раскольникова. Некоторые исследователи видят в Порфирии Петровиче абсолютного злодея, садиста и истязателя человеческой души.

## Критика о герое
Исследователь М. М. Бахтин называет Порфирия Петровича идейным носителем, и движимый этими идеями, он обращается к «незавершённому внутреннему ядру личности Раскольникова» и определяет диалогическое поле для психологических бесед.
Д. Брещинский обращает свой исследовательский интерес на семантику имени и отчества героя.

Порфирий Петрович — единственный крупный персонаж «Преступления и наказания», не получивший фамилии. Это указывает не только на обособленность его функции в романе и фундаментальную загадочность его образа, так до конца и не раскрытого, но и на интимность и непосредственность изображения Порфирия, не нуждающегося в установлении фамильных уз.
Д. Брещинский подмечает, что «в имени и отчестве, возможно, есть намёк на монаршью власть-порфира (пурпурная мантия монарха) и Пётр (первый русский император)»

## Фильмография героя
- В экранизации Ивана Вронского 1909 года Порфирия Петровича играет сам режиссёр.
- В экранизации американского режиссёра Джозефа фон Штернберга 1935 года роль исполняет Эдвард Арнольд.
- Во французской экранизации 1956 года режиссёра Жоржа Лампена роль исполняет Жан Габен.
- В советской экранизации 1969 года режиссёра Льва Кулиджанова роль исполняет Иннокентий Смоктуновский.
- В телесериале 2007 года режиссёра Дмитрия Светозарова роль исполняет Андрей Панин.

## Отсылки к персонажу
Порфирий Петрович — компьютерно полицейско-литературный алгоритм «ZA-3478/PH0 бильт 9.3», главный действующий персонаж романа Виктора Пелевина «iPhuck 10».